# ليندا فيراندو
ليندا فيراندو (بالإيطالية: Linda Ferrando)‏ هي لاعب كرة مضرب إيطالية، ولدت في 12 يناير 1966 في جنوة في إيطاليا.

## وصلات خارجية
- ليندا فيراندو على موقع رابطة محترفات التنس (الإنجليزية)
- ليندا فيراندو على موقع الاتحاد الدولي لكرة المضرب (الإنجليزية)
- ليندا فيراندو على موقع كأس بيلي جين كينغ (الإنجليزية)
- ليندا فيراندو على موقع خلاصة التنس.كوم (الإنجليزية)